# The Cologne Digital Sanskrit Lexicon
The Cologne Digital Sanskrit Lexicon (CDSL) est un projet de l'Institut d'Indologie et des Études Tamoules (IITS) de l'Université de Cologne lancé dans les années 1990 pour numériser et fusionner les principaux dictionnaires bilingues de sanskrit composés au XIXe siècle. Son but est de fournir, d'une part, un corpus lexical de base donnant le sens de termes sanskrits accessible à tous et, d'autre part, la création de programmes informatiques pour l'aide à l'analyse syntaxique de textes sanskrits.